# František Rachlík
František Rachlík (16. září 1904 Nymburk - 13. února 1980 Praha) byl český prozaik, autor humoristických a historických próz a dramatik.

## Životopis
František Rachlík se narodil v Nymburce v rodině barvíře. V letech 1915–1920 navštěvoval nymburskou reálku, ale  maturoval privátně až v roce 1924. Vyučil se barvířem a zprvu vedl barvírnu v Nymburce; později pak prádelnu v Praze na Žižkově. V Praze začal studovat na filozofické fakultě UK historii, dějiny umění a estetiku. V letech 1927–1929 absolvoval knihovnický kurs.
Po ukončení studií vystřídal několik úřednických zaměstnání, nejvýznamnější z nich bylo místo tajemníka nakladatelství Melantrich (1937–1939), nějaký čas byl i nezaměstnaný. Za války pracoval pracoval jako archivář a knihovník.

### Po roce 1945
V letech 1945–1950 vedl Vydavatelství ministerstva informací, kde se například spolupodílel na založení časopisů Svět v obrazech, Vlasta a knižnici portrétů národních umělců. V letech 1950–1954 působil jako dramaturg Divadla v Karlíně a byl spolu s Janem Werichem uměleckým vedoucím souboru.
V květnu 1946 vyjádřil František Rachlík svůj kladný postoj ke KSČ ve stranické publikaci Můj poměr ke KSČ. Zda byl jejím členem není jasné. V témže roce podepsal prokomunistické „Májové poselství kulturních pracovníků českému lidu!“ publikované rovněž před květnovými volbami do Ústavodárného Národního shromáždění. Májový předvolební manifest komunistů podepsalo celkem 843 kulturních pracovníků a komunisté volby vyhráli. Později podepsal prokomunistickou výzvu Kupředu, zpátky ni krok!, jež byla vydána dne 25. února 1948 pro podporu komunistického převratu.
Od roku 1954 byl spisovatelem z povolání.

## Dílo
Psal především humoristickou a historickou prózu a dramata. Kromě vlastních dramat upravoval František Rachlík i hry jiných autorů.

### Humoristická literatura
- 1940 Pozdrav pánbu, pane Randák (prozaická prvotina)
- 1940 I dejž to pánbu, holenkové
- 1943 Balty (1943–1946)
- 1966 Kobalty a Šest modrých dnů (šestisvazkový soubor, pokus o žánr filozofické pohádky)

### Historická próza
- 1951 Pro slovo a chléb
- 1958 Hodina předjitřní (román, děj je soustředěn na hlavní postavu Jana Žižky)
- 1954 Komedie plná lásky (Kniha o Jindřichu Mošnovi. Kratší prozaické vyprávění o tomto komikovi má název Jediná láska a vyšlo téhož roku.)
- 1969 Oblázek

### Dramata
- 1948 Kulový král (divadelní hra odhalující „lupičskou podstatu buržoazního podnikání“)
- 1948 Jan Žižka
- 1950 Hodina předjitřní

### Ostatní
- 1930 Jiří Melantrich Rožďalovický z Aventýna (odborná studie)
- 1948 Cézanne: Odpovím vám obrazy (popularizační rozprava)
- 1950 Národní umělec Václav Špála (popularizační rozprava)
- 1950 Myška na dole (reportáž z hornického prostředí)